# جيسيكا وكريستال
جيسيكا وكريستال (بالإنجليزية: Jessica & Krystal)‏ هو برنامج تلفزيوني واقعي من إنتاج قناة أون ستايل ومن بطولة الأختين الكوريتين الأمريكيتين جيسيكا جونغ عضوة غيرلز جينيريشن السابقة وكريستال جونغ من فرقة إف إكس.

## معلومات عن البرنامج
في الأول من أبريل عام 2014، تم الكشف بأن عضوة جيل الفتيات جيسيكا وعضوة إف إكس كريستال سيقومون بتصوير برنامج واقعي بأسم Cover Girl.
في 16 أبريل 2014، أسم البرنامج تغير إلى أسم "Jessica & Krystal" وأعلنوا أن العرض الأول سيكون في 6 مايو 2014. كشف مندوب أون ستايل كيم جي ووك بأن "الأخوات جونغ سيقومون بالكشف عن نمط حياتهم الحقيقة. ونحن نطلب منكم ان تظهروا الكثير من الأهتمام والترقب لأكتشاف قصص الأخوات جونغ المحبوبات”. جيسيكا وكريستال ستأخذان المشاهدين خلف كواليس حياتهم الأنيقة كأخوات وصديقات وكما إنهما ستقومانِ بالتسوق والسفر معاً ويفعلان العديد من الأشياء أمام الكاميرا. في 9 مايو 2014، تم تأجيل العرض حتى 3 يونيو 2014.

## قائمة الحلقات
| الحلقة | تاريخ العرض    | الضيوف                                                   | ملخص الحلقة |
| ------ | -------------- | -------------------------------------------------------- | --- |
| 01     | 3 يونيو، 2014  | —                                                        | الأخوات يسافرن إلى لوس أنجلوس، كاليفورنيا من أجل جلسة تصوير و كريستال كان لديها هدية عيد ميلاد من أجل جيسيكا. وأثناء المقابلة، قالن أنهن يشتركان في حبهما للسفر والأكل، وتحدثا أيضاً على شخصيتهما "الباردة"، فضلاً عن مشاعرهن العاطفية عند التفكير في الانفصال عن بعضهما البعض عندما تتزوج أحدهما. كريستال أيضاً عبرت عن خوفها من الاهتمام، وتفضيلها للملابس القتامة اللون، وتظهر للمشاهدين مهاراتها في القيادة السيارة. جيسيكا ناقشت عن عادتها في النوم. |
| 02     | 10 يونيو 2014  | تيفاني، هيويون من غيرلز جينيريشن وشن دونغ من سوبر جونيور | ناقشن الأخوات حول الجنس الآخر والزواج. تيفاني وهيويون حصلن على دعوة كضيوف مع جيسيكا، ناقشن العضوات الثلاثة من غيرلز جينيريشن حول التعليقات السلبية التي يتلقوها من الجمهور. ظهر شن دونغ أيضاً كظهور بسيط |
| 03     | 17 يونيو، 2014 | تيفاني، هيويون من غيرلز جينيريشن                         | جيسيكا وتيفاني و هيويون أستمرن في الظهر. وفي وقت لاحق، جيسيكا وكريستال سافرن إلى نيويورك من أجل جلسة تصوير مجلة آخر. |
| 04     | 24 يونيو 2014  | أصدقاء جيسيكا وكريستال                                   | في اليوم الثاني لهن في نيويورك جيسيكا وكريستال خرجن مع أصدقائهن قبل الانضمام معاً لنزهة في سنترال بارك. و علقت جيسيكا على طبيعة خجل الأخوات، مشيرة إلى تجربتها في البكاء عندما أجرت أول اختبار كاميرا لها. أصدقاء جيسيكا تذكروا كريستال كطفلة تبكي التي غالباً ما تختبئ وراء ظهر شقيقتها. The وبعد ذلك، حلصن الشقيقتان على موعد عشاء قبل التوجه إلى كوريا الجنوبية. و أنتهت الحلقة في منزل الشقيقتين عند طهوهن للطعام.                                   |
| 05     | 1 يوليو، 2014  | إف إكس                                                   | جيسيكا تقضي بعض الوقت وحيدة في المنزل، قبل الخروج إلى التسوق وتناول الطعام مع مصممها الشخصي بينما، كريستال وفرقتها إف إكس كانوا يصورون فيديو كليبهم الجديد |
| 06     | 8 يوليو، 2014  | فيكتوريا ولونا من إف إكس                                 | كريستال وفرقة إف إكس كانوا يصورون أدائهن على المسرح لاغنية Red Light.فيكتوريا ولونا تم دعوتهن إلى منزل الأخوات. العضوات الثلاثة من إف إكس تحدثن حول ذكرياتهن في السبع سنوات الأخيرة وحول خبرتهن كفرقة. جيسيكا سافرت لليابان من أجل جولة غيرلز جينيريشن الموسيقية وخرجت مع أصدقائها ومصممين أزياء يابانيين. |
| 07     | 15 يوليو، 2014 | فيكتوريا ولونا من إف إكس                                 | |
| 08     | 22 يوليو، 2014 | —                                                        | |
| 09     | 29 يوليو، 2014 | —                                                        | |
| 10     | 5 أغسطس 2014   | —                                                        | |

## الإستقبال
تلقى برنامج جيسيكا وكريستال تقييم عبر الإنترنت بنسبة 4.6٪ في الحلقة الأولى، وهو أعلى ب 15 مرة من تقييمات البرامج السابقة للقناة في نفس الفترة الزمنية.

## روابط خارجية
- جيسيكا وكريستال على موقع IMDb (الإنجليزية)
- جيسيكا وكريستال على موقع قاعدة بيانات الفيلم (الإنجليزية)